# 少棘冠缝吸虫
少棘冠缝吸虫（学名：Patagifer parvispinosus）为棘口科冠缝属的动物。分布于日本、俄罗斯以及中国大陆的福建、北京等地，营寄生生活，宿主   、Colymbus ruficollis capenis、C.ruficollis japonicus以及寄生于肠。